# Canyon-SRAM/2021
Deze pagina geeft een overzicht van de vrouwenwielerploeg Canyon-SRAM in 2021.

## Algemeen

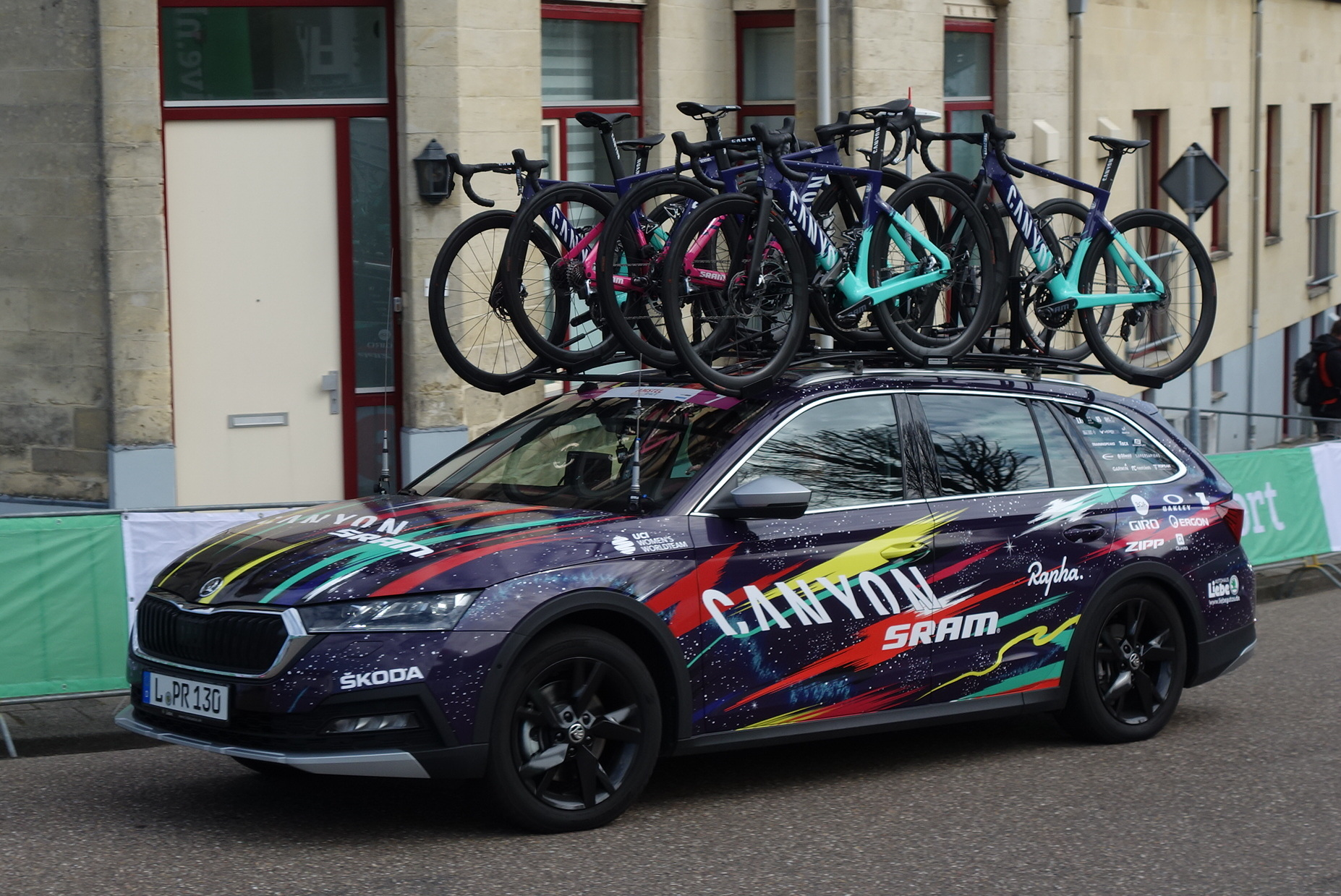
Ploegauto in de Amstel Gold Race 2021.

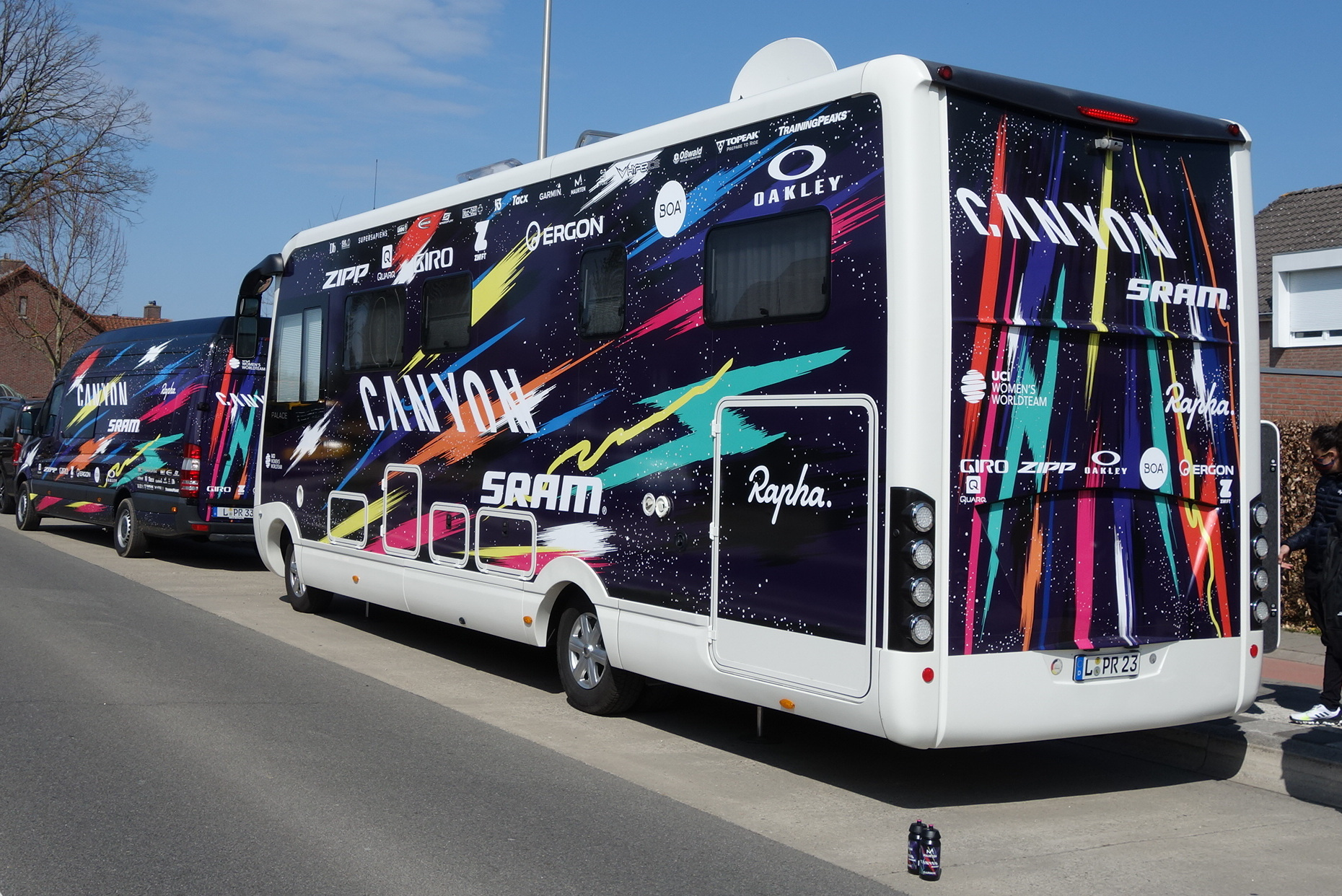
Toerbus in de Amstel Gold Race 2021.

Algemeen manager: Ronny Lauke
Ploegleiders: Ronny Lauke
Fietsmerk: Canyon

## Renners
| Naam                 | Geboortedatum     | Nationaliteit       | Ploeg 2020       |
| -------------------- | ----------------- | ------------------- | ---------------- |
| Alena Amialiusik     | 6 februari 1989   | Wit-Rusland         |                  |
| Alice Barnes         | 17 juli 1995      | Verenigd Koninkrijk |                  |
| Hannah Barnes        | 4 mei 1993        | Verenigd Koninkrijk |                  |
| Neve Bradbury        | 11 april 2002     | Australië           | Roxsolt Attaquer |
| Elise Chabbey        | 24 april 1993     | Zwitserland         | Paule Ka         |
| Tiffany Cromwell     | 6 juli 1988       | Australië           |                  |
| Chloé Dygert         | 01-01-1997        | Verenigde Staten    | Sho-Air TWENTY20 |
| Ella Harris          | 18 juli 1998      | Nieuw-Zeeland       |                  |
| Mikayla Harvey       | 7 september 1998  | Nieuw-Zeeland       | Paule Ka         |
| Lisa Klein           | 15 juli 1996      | Duitsland           |                  |
| Hannah Ludwig        | 15 februari 2000  | Duitsland           |                  |
| Katarzyna Niewiadoma | 29 september 1994 | Polen               |                  |
| Alexis Ryan          | 18 augustus 1994  | Verenigde Staten    |                  |
| Omer Shapira         | 9 september 1994  | Israël              |                  |

### Vertrokken
| Naam                   | Geboortedatum    | Nationaliteit | Ploeg 2021         |
| ---------------------- | ---------------- | ------------- | ------------------ |
| Elena Cecchini         | 25 mei 1992      | Italië        | Team SD Worx       |
| Tanja Erath            | 7 oktober 1989   | Duitsland     | Team Tibco         |
| Pauline Ferrand-Prévot | 10 februari 1992 | Frankrijk     | ?                  |
| Rotem Gafinovitz       | 9 juni 1992      | Israël        | Instafund La Prima |
| Jessica Pratt          | 9 oktober 1997   | Australië     | ?                  |
| Christa Riffel         | 30 juli 1998     | Duitsland     | Hitec Products     |

## Overwinningen
Kampioenschappen
NK tijdrijden Verenigde Staten: Chloé Dygert
Setmana Ciclista Valenciana
3e etappe: Alice Barnes
Ronde van Zwitserland
1e etappe: Elise Chabbey
Lotto Belgium Tour
2e etappe: Alena Amjaljoesik
Baloise Ladies Tour
Proloog: Lisa Klein
2e etappe b: Lisa Klein
Eindklassement: Lisa Klein
2002 · 2003 · 2004 · 2005 · 2006 · 2007 · 2008 · 2009 · 2010 · 2011 · 2012 · 2013 · 2014 · 2015 · 2016 · 2017 · 2018 · 2019 · 2020 · 2021 · 2022 · 2023  · 2024 · 2025
Alé BTC Ljubljana · Team BikeExchange · Canyon-SRAM · FDJ Nouvelle-Aquitaine Futuroscope ·  Liv Racing · Movistar Team · Team DSM · Team SD Worx · Trek-Segafredo